# Johannes Friedrich Rogge
Johannes Friedrich Rogge (* 5. April 1898 in Berlin; † 7. Juni 1983 in Dresden) war ein deutscher Bildhauer, der sich vor allem auf Büsten und Denkmale spezialisierte.

## Leben
Er war ein Sohn des akademischen Malers Adalbert Rogge. Von 1904 bis 1916 besuchte er das Friedrich-Wilhelms-Gymnasium in Berlin. Er studierte an den Universitäten Berlin und Jena und wurde 1921 in Jena mit einer Dissertation über den Geniebegriff Schopenhauers zum Dr. phil. promoviert.
Ab 1922 wandte er sich der bildenden Kunst zu und arbeitete in der zweiten Hälfte der 1920er Jahre als Plastiker im Atelier des Bildhauers Paul Türpe in Berlin. 1930 nahm er zum ersten Mal an der Großen Berliner Kunstausstellung teil, wo er eine Statue von Mary Wigman zeigte. In der Zeit des Nationalsozialismus schuf Rogge zahlreiche „Führerbüsten“. Er war 1937 in Hannover auf der 105. Großen Frühjahrsausstellung des Kunstvereins Hannover und 1943 und 1944 auf der Großen Deutschen Kunstausstellung in München mit Büsten von Gerhart Hauptmann und Friedrich Nietzsche vertreten. 1943 wurde sein Atelier in Berlin zerstört.
Ab 1946 wohnte er bei Dresden. Er wurde Mitglied im Kulturbund und veröffentlichte Gedichte. 1949 entstand seine Weimarer Puschkin-Büste; es folgten zahlreiche Aufträge für Büsten und Denkmäler, darunter 1951 das erste Lenin-Denkmal in der DDR in Königsee.
1951 erhielt er das Haus und Atelier des verstorbenen Bildhauers Paul Berger am Elbufer in Kleinzschachwitz.
Rogge war Mitglied des Verbands Bildender Künstler der DDR, er engagierte sich im Kreisfriedensrat Dresden und im Deutschen Friedensrat, trat als Redner bei Jugendweihe-Feiern auf und war Mitglied des Zentralvorstands der Gesellschaft für Deutsch-Sowjetische Freundschaft (Sektion Bildende Kunst), was ihm mehrere Studienreisen in die Sowjetunion ermöglichte. 1962 wurde er Mitglied der LDPD.
Er starb 1983 nach einem Sturz im St. Joseph-Stift (Dresden); sein Grab befindet sich auf dem Friedhof Kleinzschachwitz. Haus und Atelier im Bauhausstil wurden 2011 abgerissen und durch einen Neubau ersetzt.

## Auszeichnungen
- Ehrennadel der LDPD
- Ehrennadel der DSF in Gold
- Vaterländischer Verdienstorden in Bronze (1978)

## Bildnerische Darstellung Rogges
- Erich Höhne und Erich Pohl: Dr. Rogge mit Pieckbüste (Fotografie)[3]

## Werkbeispiele

### Werke im öffentlichen Raum
- 1949 Puschkin-Büste, Weimar
- 1953/54 Stalin-Denkmal, Riesa

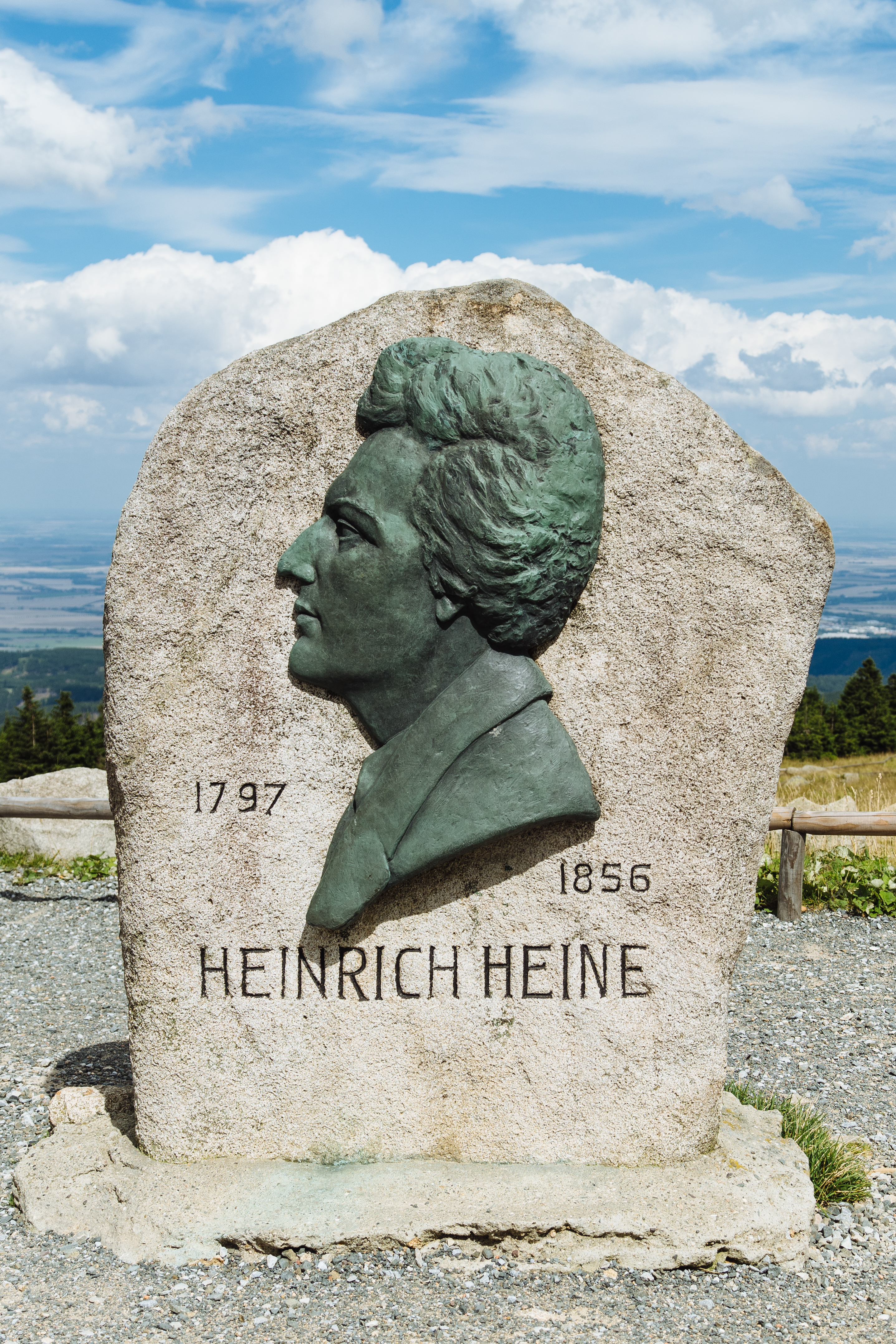
Heine-Relief auf dem Brocken

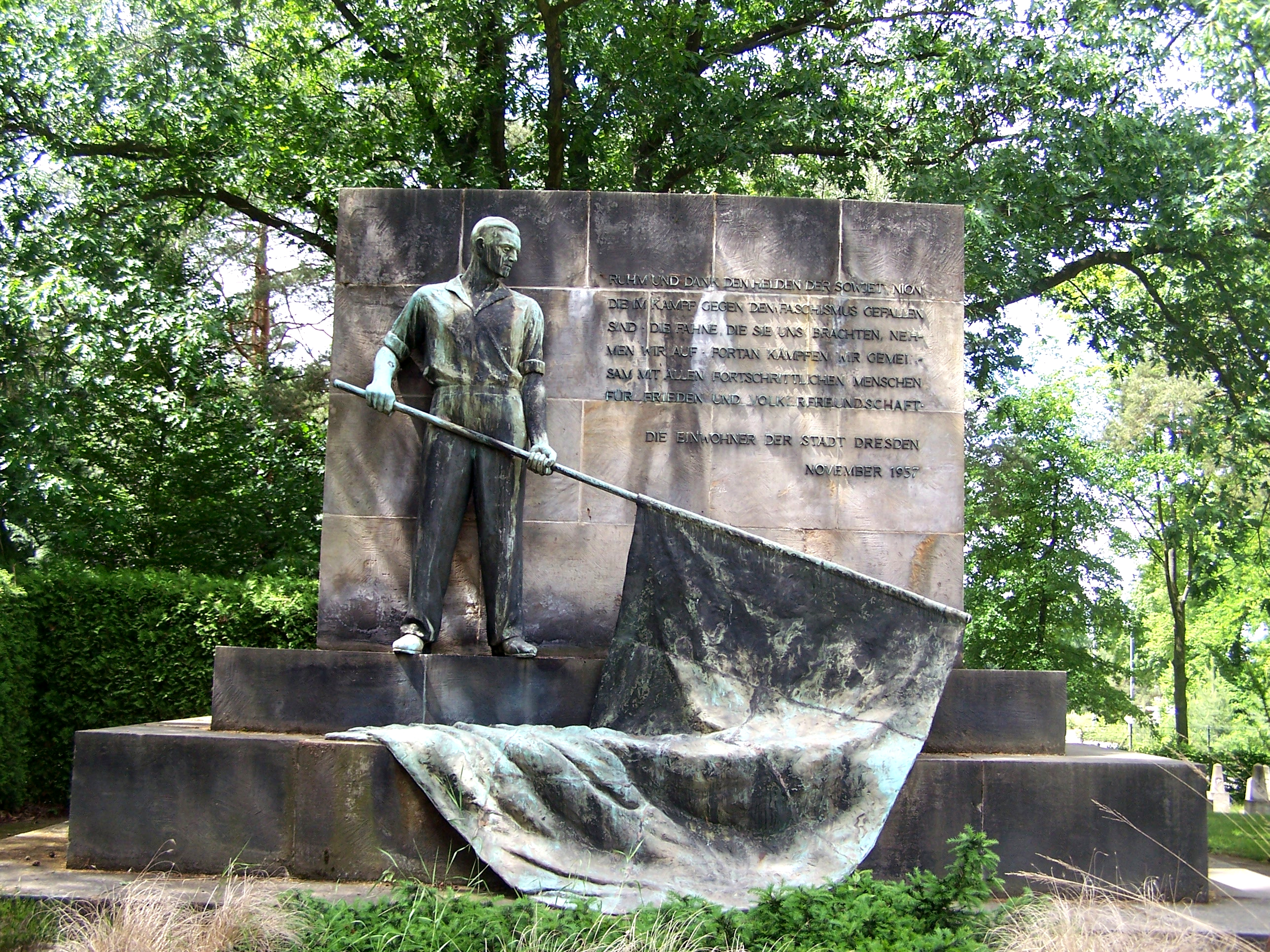
Ehrenmal in Dresden auf dem Garnisonfriedhof

- 1956 Denkmalrelief Heinrich Heine für den Gedenkstein auf dem Brocken
- 1957 Büste Clara Zetkin, Clara-Zetkin-Park in Dresden
- 1957 Ehrenmal Fahnenträger, Sowjetischer Garnisonfriedhof Dresden
- 1959 Denkmal Fortan gemeinsam, Sowjetischer Ehrenhain in Gera
- 1965 Sowjetisches Ehrenmal Kyritz
- 1967 Sowjetisches Ehrenmal (Stralsund)

### Porträtbüsten
- Thomas Münzer (Eisen, vor 1952)[4]
- Ernst Thälmann (Bronze, vor 1952)[5]
- Martin Andersen Nexö (Gips, vor 1955)[6]
- Maxim Gorki (Bronze, Höhe 58 cm, vor 1953)[7]
- Otto Buchwitz (Bronze, 1961)[8]

### Schriften
- als Johannes Rogge: Der Geniebegriff Schopenhauers, im Rahmen seines Systems dargestellt und untersucht. Jena, Diss. 1921.
- als Johannes Friedrich Rogge: Hymnen an Berlin. Berlin: Arnold 1948.

## Ausstellungen (unvollständig)

### Einzelausstellungen
- 1950: Dresden, Staatliche Kunstsammlung
- 1972: Leipzig, Museum der bildenden Künste

### Ausstellungsbeteiligungen
- 1953: Dresden, Dritte Deutsche Kunstausstellung
- 1972: Dresden, Bezirkskunstausstellung